# Tyto alba detorta
Tyto alba detorta is een ondersoort van de kerkuil (Tyto alba). De ondersoort is endemisch in Kaapverdië.

## Originele beschrijving
- Hartert. 1913. Bulletin of the British Ornithologists' Club, 31, p. 38.